# Salix rupifraga
Salix rupifraga är en videväxtart som beskrevs av Gen-Iti Koidzumi. Salix rupifraga ingår i släktet viden, och familjen videväxter. Utöver nominatformen finns också underarten S. r. eriocarpa.